# يوسف بولسن
يوسف يوراري بولسن (بالدنماركية: Yussuf Poulsen)‏ ولد في 15 حزيران/يونيو 1994، هو لاعب كرة قدم دنماركي يلعب حاليا في نادي آر بي لايبزيغ الألماني كمهاجم أو كجناح.

## المسيرة مع الأندية

### البداية المبكرة
بدأ يوسف يوراري بولسن لعب كرة القدم في نادي بي كاي شجولد. في بدايته كان مدافع حيث لعب رفقة زميله كينيث زوهوري السابق في الفريق. بعدما انتقل زوهوري إلى نادي كوبنهاغن تم نقل يوسف بولسن من مركز الدفاع إلى مركز الهجوم لملأ الفراغ الذي تركه زميله السابق.

### لينغبي
في سن الرابعة عشر؛ انضم يوسف لنادي لينغبي ولعب أول مباراة له في 4 كانون الأول/ديسمبر 2011 عندما دخل في الدقيقة 84 كبديل لماتياس تاوبر ضد آي سي هورسنس. لم تُتح الفرصة ليوسف رفقة هذا الفريق حيث خاض طوال الموسم خمس مباريات فقط. فشل لينغبي في البقاء في دوري الدرجة الأولى وكانت هناك شائعات حول اقتراب رحيل يوسف عن النادي لكنه آثر البقاء في نهاية المطاف. في 5 أغسطس 2012 سجل أول هدف له مع الفريق كما سجل هدفا حاسما في مباراة ضد آي بي جلادساكس قاد من خلاله لبينغبي للفوز. في موسمه الثاني مع الفريق؛ كان بولسن لاعبا رئيسيا وأساسيا ضمن الشتكيلة حيث لعب 32 مباراة وسجل خلالها أحد عشر هدفا.

### لايبزيغ
جذب أنظار واهتمام مجموعة من الأندية الخارجية والمحلية. في 3 يوليو/تموز 2013 وقع عقدا مع الفريق الصاعد حديثا لدوري الدرجة الثانية الألماني آر بي لايبزيغ. ضمن يوسف يوراري بولسن مكانه ضمن التشكيلة الرسمية للفريق، ولعب معه مجموعة من المباريات حتى تمكن من الصعود رفقته إلى دوري الدرجة الأولى في عام 2016. خاض 6 مبارايات في موسم 2016-17 وسجل أول هدف له في الدوري الألماني في مباراة الفوز 2-1 على أرضه أمام نادي آوغسبورغ.

## المسيرة الدولية
استُدعي يوسف يوراري بولسن لتمثيل منتخب الدنمارك لأول مرة في 11 تشرين الأول/أكتوبر 2014 ضد ألبانيا. في 13 حزيران/يونيو 2015 سجل بولسن أول هدف له ضد صربيا في الدنمارك في المباراة التي انتهت بفوز بهدفين نظيفين.
اختير يوسف بولسن اختير ضمن تشكيلة الدنمارك الرسمية للمشاركة في دورة الألعاب الاولمبية الصيفية 2016 غير أنه رفض المشاركة في هذه الدورة وذلك من أجل ضمان فُرصة له في فريقه لايبزيغ.
في أيار/مايو 2018 استُدعي ضمن قائمة الثلاثة وعشرون لاعبا لتمثيل منتخب بلاده في كأس العالم 2018 في روسيا. في 16 حزيران/يونيو من نفس العام سجل يوسف بولسن أول هدف له مباراة في كأس العالم ضد بيرو ورُشح بعدها لنيل جائزة أفضل لاعب في المباراة.

### الأهداف الدولية
| #  | التاريخ        | الملعب                            | الخصم   | النتيجة | النتيجة النهائية | المنافسة                     |
| -- | -------------- | --------------------------------- | ------- | ------- | ---------------- | ---------------------------- |
| 1. | 13 يونيو 2015  | ملعب باركن، كوبنهاغن، الدنمارك    | صربيا   | 1–0     | 2–0              | تصفيات بطولة أمم أوروبا 2016 |
| 2. | 17 نوفمبر 2015 | ملعب باركن، كوبنهاغن، الدنمارك    | السويد  | 1–2     | 2–2              | تصفيات بطولة أمم أوروبا 2016 |
| 3. | 8 أكتوبر 2016  | ملعب وارسو الوطني، وارسو، بولندا  | بولندا  | 2–3     | 2–3              | تصفيات كأس العالم 2018       |
| 4. | 9 يونيو 2018   | ملعب بروندباي، بروندباي، الدنمارك | المكسيك | 1–0     | 2–0              | مباراة ودية                  |
| 5. | 16 يونيو 2018  | موردوفيا أرينا، سارانسك، روسيا    | بيرو    | 1–0     | 1–0              | كأس العالم 2018              |

## روابط خارجية
- يوسف بولسن على موقع الاتحاد الدولي (مؤرشف)  (الإنجليزية)
- يوسف بولسن على موقع الاتحاد الأوربي (الإنجليزية)
- يوسف بولسن على موقع قاعدة بيانات كرة القدم.إي يو (الإنجليزية)
- يوسف بولسن على موقع بيانات كرة القدم. دي إي (الألمانية)
- يوسف بولسن على موقع ليكيب (الفرنسية)
- يوسف بولسن على موقع ناشيونال فوتبول تيمز (الإنجليزية)
- يوسف بولسن على موقع Soccerway.com (الإنجليزية)
- يوسف بولسن على موقع عالم كرة القدم.نت (الإنجليزية)
- يوسف بولسن على موقع AS.com (الإسبانية)